# Ахим Петри
Ахим Петри (на немски: Achim Petry) е немски театрален и филмов актьор. Той е широко известен на съветската и руската публика като изпълнител на ролята на Адолф Хитлер в пет игрални филма. Работи с Източногерманската фимова студия ДЕФА.

## Биография
Роден е на 11 септември 1927 г. в Дрезден, Германия.
През 1948 г. завършва драматичното студио „Редлих“ в Дрезден. Бил е актьор в театрите на Каменц, Кемниц, Котбус, Потсдам, Цитау, Франкфурт на Одер и Айзенах. От 1966 до 1993 г. е актьор в „Берлинер Ансамбъл“.
Изиграва над 100 роли в киното и театъра.
Умира в края на 2013 г. или през 2014 г.

## Избрана филмография
| Година | Заглавие                             | Роля            |
| ------ | ------------------------------------ | --------------- |
| 1966   | Долината на седемте луни             | Джоузеф         |
| 1971   | Жури                                 |                 |
| 1981   | Мистерията на колонията на бегълците | служител на МВР |
| 1985   | Битката за Москва                    | Адолф Хитлер    |
| 1986   | Телефон на полицията – 110           |                 |
| 1989   | Сталинград                           | Адолф Хитлер    |
| 1993   | Ангели на смъртта                    | Адолф Хитлер    |
| 1993   | Трагедията на века                   | Адолф Хитлер    |
| 1995   | Великият командир Георгий Жуков      | Адолф Хитлер    |